# John Thompson (Politiker, 1852)
John Thompson (* 1852; † 1919) war ein US-amerikanischer Politiker. Zwischen 1897 und 1899 war er als Präsident des Staatssenats faktisch Vizegouverneur des Bundesstaates Tennessee, auch wenn dieses Amt formell erst 1951 eingeführt wurde.
Die Quellenlage über John Thompson ist relativ schlecht. Sicher ist, dass er zwischen 1852 und 1919 lebte und der Demokratischen Partei angehörte. Er war mehrfach Mitglied des Senats von Tennessee und von 1897 bis 1899 dessen Präsident. In dieser Eigenschaft war er Stellvertreter von Gouverneur Robert Love Taylor. Damit bekleidete er faktisch den Posten eines Vizegouverneurs. Dieses Amt war bzw. ist in den meisten anderen Bundesstaaten verfassungsmäßig verankert. In Tennessee ist das erst seit 1951 der Fall. Nach seiner Zeit als Vizegouverneur verliert sich seine Spur wieder.